# تياغو فيريرا لوبيز
تياغو فيريرا لوبيز (27 أكتوبر 1996 في البرازيل - ) هو لاعب كرة قدم برازيلي في مركز الوسط. لعب مع نادي كوريتيبا.

## وصلات خارجية
- تياغو فيريرا لوبيز على موقع قاعدة بيانات كرة القدم.إي يو (الإنجليزية)
- تياغو فيريرا لوبيز على موقع Soccerway.com (الإنجليزية)